# Woodsia obtusa
Woodsia obtusa là một loài thực vật có mạch trong họ Woodsiaceae. Loài này được Torr. miêu tả khoa học đầu tiên năm 1840.

## Hình ảnh

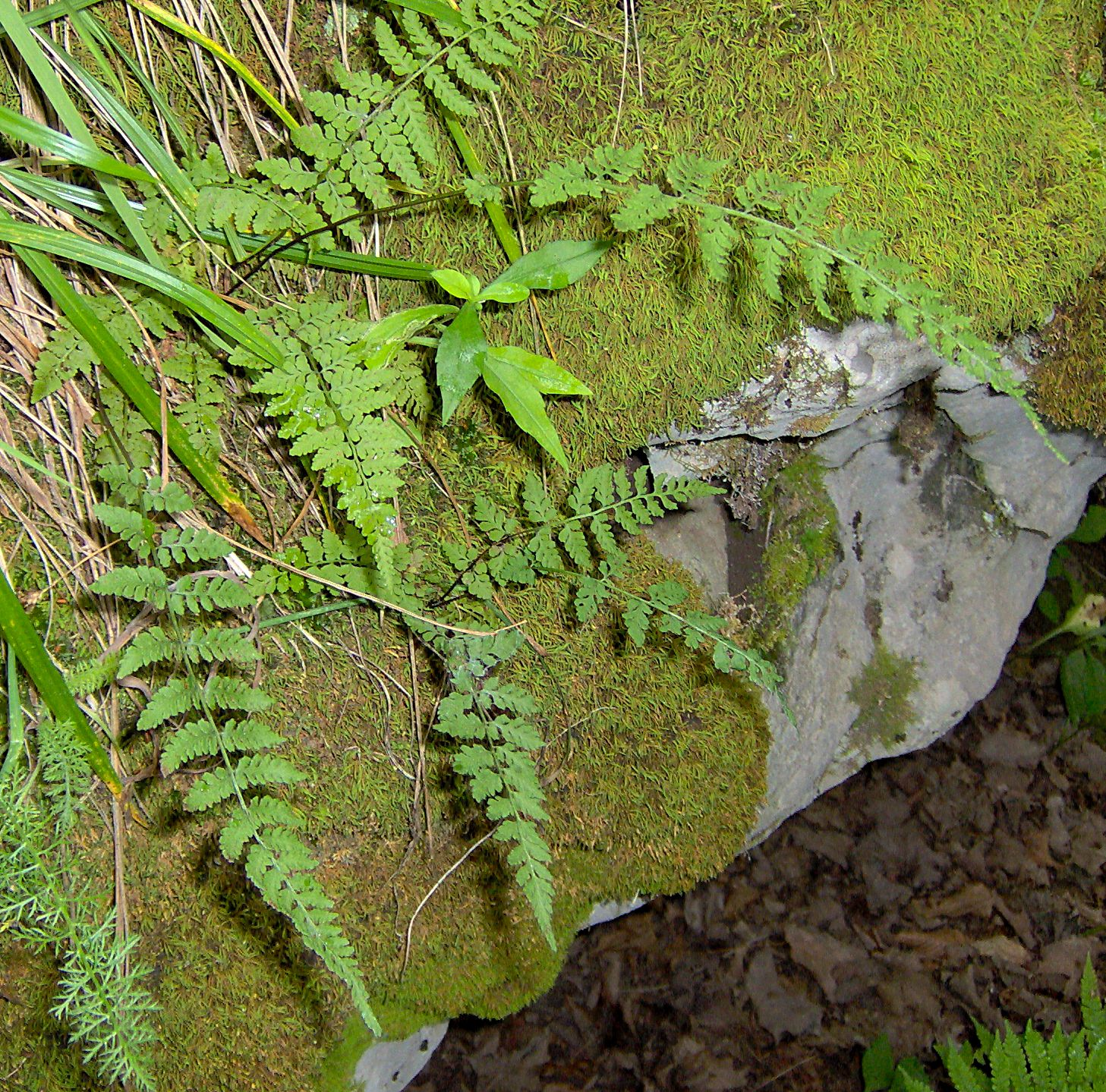
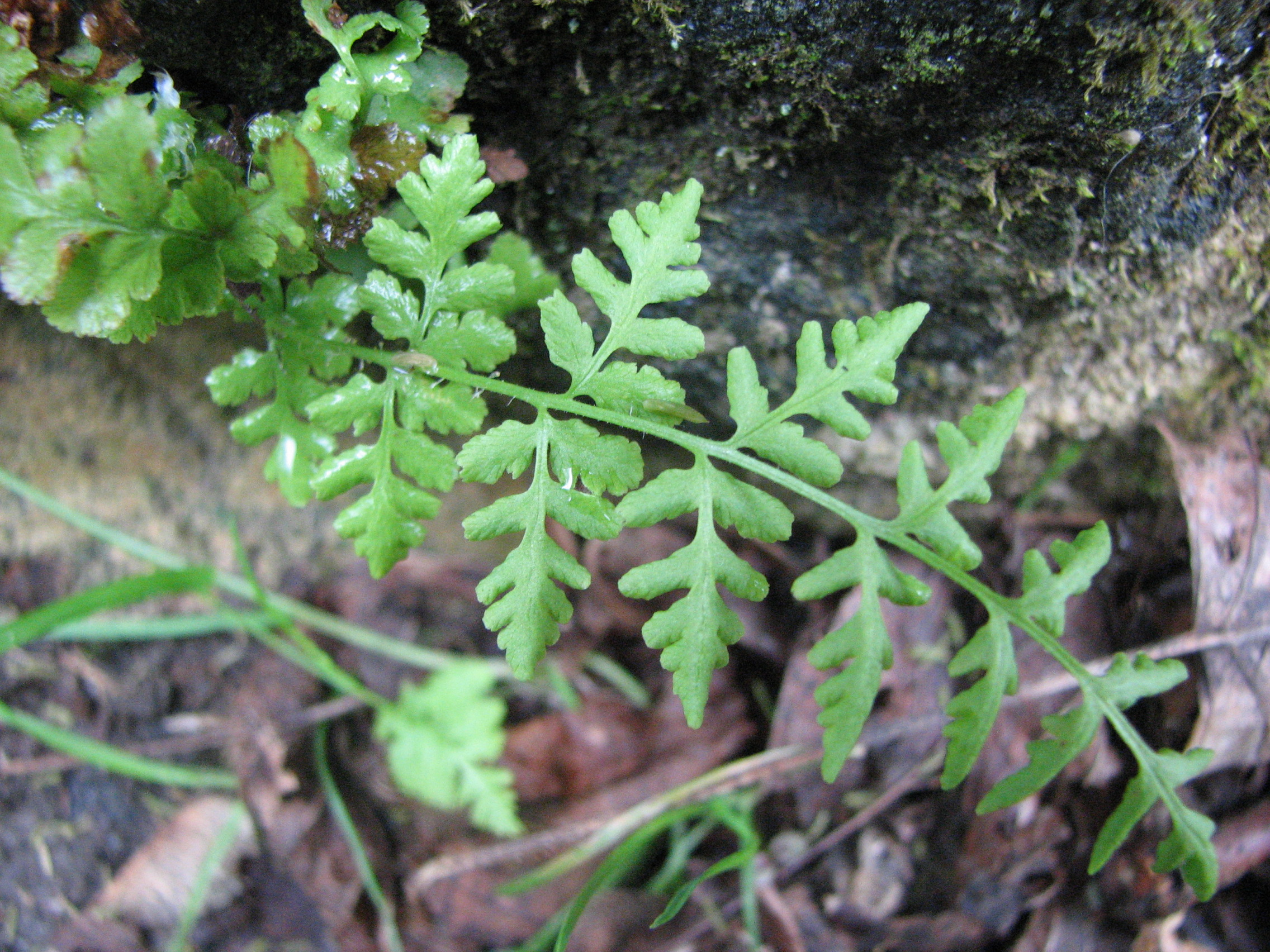
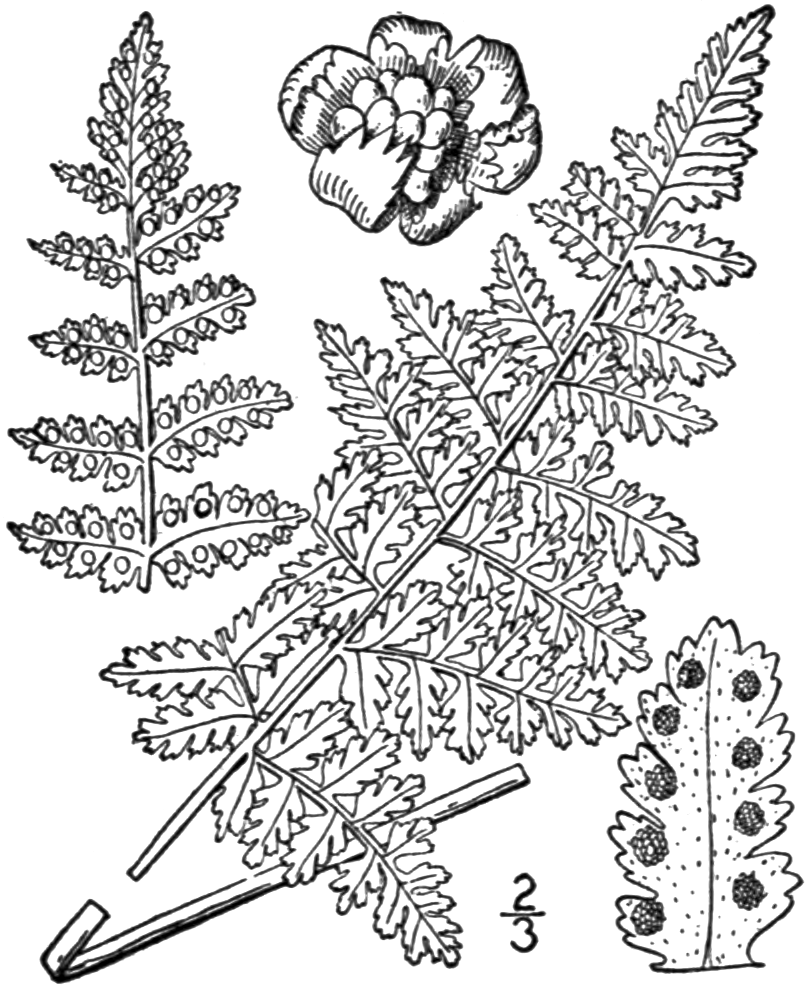
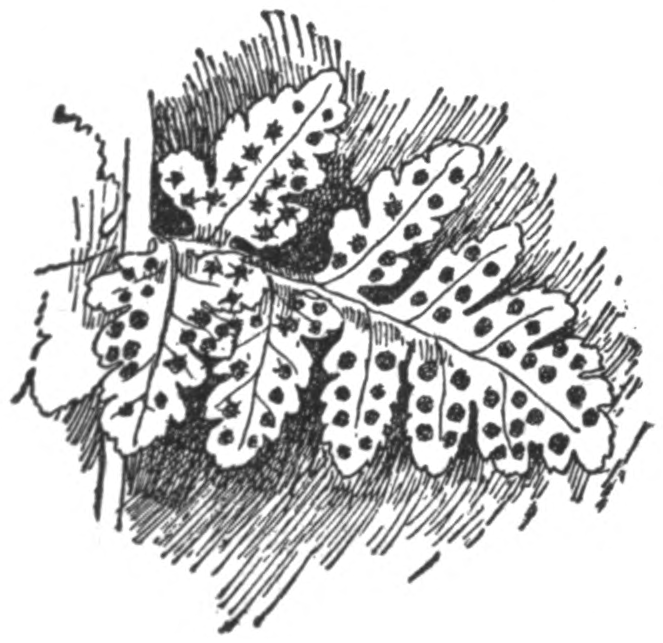